# Мусаид ибн Абдул-Азиз Аль Сауд
Mусаид ибн Абдул-Азиз Аль Сауд (араб. مساعد بن عبد العزيز آل سعود‎; 26 июня 1923 — 19 августа 2013) — принц Саудовской Аравии , 12-й сын короля Абдул-Азиза, основателя Саудовской Аравии. Он был отцом Фейсала бин Мусаид — убийцы короля Фейсала.

## Биография
Мусаид родился 26 июня 1923 года. Его отец Абдул-Азиз ибн Сауд, будущий король Саудовской Аравии тогда был султаном Неджда.
Его мать была Джавхара бинт Саад бин Абдул Мухсин Аль Судайри. Перед тем как выйти замуж за Абдул-Азиза она была замужем за его братом, Саадом бин Абдул Рахман, вплоть до смерти Саада в 1916 году её сестра Хайя Аль Судайри, была супругой Абдул-Азиза и матерью принцев Бадра, Абдул-Маджида и Абдул-Илаха
Mусаид имел двух родных братьев: принца Саада (1915—1993) и принца Абдул-Мухсина (1925—1985) и одну родную сестру принцессу Аль Бандари (ум. 2008).
Принц Mусаид не занимал каких-либо значительных административных должностей и, следовательно, он никогда не претендовал на трон. Участие его сына Фейсала бин Мусаида в убийстве короля Фейсала также пошатнуло его значимость. Кроме того, он постепенно потерял зрение после смерти своего первого сына, Халида.
Принц Mусаид умер 19 августа 2013 года. Он был вторым по старшинству живым сыном короля Абдул-Азиза на момент своей смерти. Было объявлено, что похороны молитвы покойного принца будут проходить в мечети имама Турки бин Абдулла в Эр-Рияде 20 августа 2013, также был объявлен трёхдневный траур.

## Дети
У него было 13 сыновей и 9 дочерей.
В 1965 году его старший сын Халид (1942—1965), который был ревностным ваххабитом, был убит во время протеста против введения телевидения. Подробности его смерти являются спорными. Некоторые сообщения свидетельствуют о том, что он умер при сопротивлении аресту за пределами его собственного дома. Расследования его смерти не проводилось.
Его другой сын Фейсал (1944—1975) 25 марта 1975 года убил своего дядю короля Фейсала ибн Абдул-Азиз Аль Сауда в качестве мести за смерть принца Халеда. Король скончался, а принц Фейсал был казнён.
Принца Бандара посадили в тюрьму на 1 год, но был позже он освобождён. С 2007 года он — член Совета Преданности.
Принц Абдалла (род. 1965) — футбольный инвестор, возглавлял министерство по делам молодёжи, а принц Абдул-Рахман (род. 1967) — бывший президент ФК «Аль-Хиляль» (2008—2015).
Ещё один сын, принц Абдул-Хаким, возглавляет Саудовскую федерацию боулинга.